# 2040-es évek
Évszázadok: 20. század · 21. század · 22. század
Évtizedek: 1990-es évek · 2000-es évek · 2010-es évek · 2020-as évek · 2030-as évek · 2040-es évek · 2050-es évek · 2060-as évek · 2070-es évek · 2080-as évek · 2090-es évek
Évek: 2040 · 2041 · 2042 · 2043 · 2044 · 2045 · 2046 · 2047 · 2048 · 2049

## Események és irányzatok
- 2041 – A brit kormány feloldja a Rudolf Heßről szóló akták titkosságát.
- 2045 – A második világháború befejezésének 100. évfordulója
- 2048 – Az 1848–49-es forradalom és szabadságharc 200. évfordulója